# 黄磏站
黄磏站是一个成渝线上的铁路车站，位于重庆市九龙坡区西彭镇黄磏村，建于1952年，目前为四等站，邮政编码为401326。目前客运：办理旅客乘降；不办理行李、包裹托运；货运：办理整车货物发到；不办理危险货物发到。该站是规划中的重庆铁路枢纽货运系统重要集装箱发运站，计划承接有色金属运输。